# 盖尔·琼森
盖尔·琼森（英語：Gail Jonson，1965年4月4日—），生于哈密尔顿，新西兰女子游泳运动员。她曾代表新西兰参加1982年英联邦运动会游泳比赛，获得女子4×100米自由泳接力铜牌。